# Tournoi d'ouverture du championnat du Salvador de football 2000
Navigation
Saison précédente Saison suivante
Le Tournoi Apertura 2000 est le cinquième tournoi saisonnier disputé au Salvador.
C'est cependant la 52e fois que le titre de champion du Salvador est remis en jeu.
Lors de ce tournoi, le CD Luis Ángel Firpo a tenté de conserver son titre de champion du Salvador face aux neuf meilleurs clubs salvadoriens.
Chacun des dix clubs participant était confronté deux fois aux neuf autres équipes. Puis les quatre meilleurs se sont affrontés lors d'une phase finale à la fin du tournoi.

## Les 10 clubs participants
| \| CD Águila CD Dragon Alianza FC CD Atlético Marte CD Atlético Balboa CD Águila CD Dragon Club Deportivo FAS CD Municipal Limeño CD Luis Ángel Firpo Alianza FC CD Atlético Marte CD Santa Clara AD El Transito \| Localisation des clubs. |
| CD Águila CD Dragon Alianza FC CD Atlético Marte CD Atlético Balboa CD Águila CD Dragon Club Deportivo FAS CD Municipal Limeño CD Luis Ángel Firpo Alianza FC CD Atlético Marte CD Santa Clara AD El Transito                               |

| Club                | Stade                        | Capacité | Ville              |
| CD Águila           | Stade Juan Francisco Barraza | 10 000   | San Miguel         |
| Alianza FC          | Stade Cuscatlán              | 45 925   | San Salvador       |
| CD Atlético Balboa  | Stade Marcelino Imbers       | 4 000    | La Unión           |
| CD Dragon           | Stade Juan Francisco Barraza | 10 000   | San Miguel         |
| Club Deportivo FAS  | Stade Oscar Quiteño          | 15 000   | Santa Ana          |
| CD Municipal Limeño | Stade Jose Ramon Flores      | 5 000    | Santa Rosa de Lima |
| CD Luis Ángel Firpo | Stade Sergio Torres          | 5 000    | Usulután           |
| CD Atlético Marte   | Stade Cuscatlán              | 45 925   | San Salvador       |
| CD Santa Clara      | Stade São Miguel             | 13 277   | Santa Clara        |
| AD El Transito      | Stade Hanz Usko              | 3 000    | La Libertad        |

## Compétition
Le tournoi Apertura se déroule de la même façon que les tournois des championnats précédents, en deux phases :
- La phase de qualification : les dix-huit journées de championnat.
- La phase finale : les matchs aller-retour allant des demi-finales à la finale.

### Phase de qualification
Lors de la phase de qualification les dix équipes affrontent à deux reprises les neuf autres équipes selon un calendrier tiré aléatoirement.
Les quatre meilleures équipes sont qualifiées pour les demi-finales.
Le classement est établi sur le barème de points classique (victoire à 3 points, match nul à 1, défaite à 0).
Le départage final se fait selon les critères suivants :
- Le nombre de points.
- Match d'appui si une qualification est en jeu.
- La différence de buts générale.
- Le nombre de buts marqué.

#### Classement
| Rang | Équipe                  | Pts | J  | G  | N | P  | Bp | Bc | Diff |
| ---- | ----------------------- | --- | -- | -- | - | -- | -- | -- | ---- |
| 1    | CD Municipal Limeño     | 40  | 18 | 12 | 4 | 2  | 43 | 13 | +30  |
| 2    | CD Luis Ángel Firpo (T) | 36  | 18 | 10 | 6 | 2  | 42 | 19 | +23  |
| 3    | CD Águila               | 31  | 18 | 9  | 4 | 5  | 34 | 28 | +6   |
| 4    | CD Atlético Balboa (P)  | 29  | 18 | 8  | 5 | 5  | 31 | 26 | +5   |
| 5    | CD Dragon               | 25  | 18 | 6  | 7 | 5  | 32 | 29 | +3   |
| 6    | Alianza FC              | 21  | 18 | 4  | 9 | 5  | 25 | 25 | 0    |
| 7    | AD El Transito          | 19  | 18 | 4  | 7 | 7  | 23 | 24 | -1   |
| 8    | Club Deportivo FAS      | 17  | 18 | 3  | 8 | 7  | 15 | 21 | -6   |
| 9    | CD Atlético Marte       | 15  | 18 | 3  | 6 | 9  | 28 | 48 | -20  |
| 10   | CD Santa Clara          | 7   | 18 | 1  | 4 | 13 | 13 | 53 | -40  |

| Légende : Qualifications et relégations | Légende : Qualifications et relégations                  |
| --------------------------------------- | -------------------------------------------------------- |
|                                         | Qualifié pour les demi-finales                           |
|                                         | Relégué en Segunda División                              |
|                                         | (T) : Tenant du titre (P) : Promu de la saison 1999-2000 |

#### Matchs
| Résultats (▼dom., ►ext.)                                   | Tra | Agu | Ali | Bal | Dra | FAS | Lui | Mar | Lim | San |
| AD El Transito                                             |     | 1-1 | 1-1 | 1-1 | 2-2 | 0-1 | 0-1 | 0-2 | 1-2 | 1-0 |
| CD Águila                                                  | 1-2 |     | 2-1 | 1-2 | 3-1 | 2-0 | 3-1 | 4-2 | 3-1 | 4-1 |
| Alianza FC                                                 | 1-2 | 2-0 |     | 5-1 | 1-1 | 0-0 | 1-1 | 4-2 | 1-2 | 1-0 |
| CD Atlético Balboa                                         | 2-1 | 1-1 | 3-1 |     | 4-2 | 1-0 | 1-3 | 2-2 | 0-0 | 4-1 |
| CD Dragon                                                  | 1-0 | 3-5 | 1-1 | 1-0 |     | 2-0 | 2-2 | 7-2 | 3-2 | 2-2 |
| Club Deportivo FAS                                         | 1-1 | 1-1 | 1-1 | 3-1 | 1-1 |     | 2-5 | 0-0 | 1-1 | 0-0 |
| CD Luis Ángel Firpo                                        | 1-1 | 5-0 | 1-1 | 2-0 | 1-1 | 1-0 |     | 2-1 | 1-1 | 4-1 |
| CD Atlético Marte                                          | 3-3 | 2-2 | 1-1 | 1-5 | 1-0 | 1-3 | 2-5 |     | 0-5 | 3-1 |
| CD Municipal Limeño                                        | 2-0 | 2-0 | 4-0 | 1-1 | 2-0 | 1-0 | 2-1 | 2-1 |     | 0-0 |
| CD Santa Clara                                             | 1-6 | 0-1 | 2-2 | 0-2 | 0-2 | 2-1 | 0-5 | 2-2 | 0-3 |     |
| - Victoire à domicile - Match nul - Victoire à l'extérieur |     |     |     |     |     |     |     |     |     |     |

### La phase finale
Les quatre équipes qualifiées sont réparties dans le tableau final d'après leur classement général.
Pour les demi-finales, en cas d'égalité sur la somme des deux matchs, c'est l'équipe la mieux classée qui est déclarée vainqueur. Par contre lors de la finale, des prolongations puis une séance de tirs au but ont éventuellement lieu. 

#### Tableau
|  | 1/2 finale          | 1/2 finale          | 1/2 finale | 1/2 finale | 1/2 finale | 1/2 finale          |                     |     | Finale | Finale | Finale | Finale | Finale |  |
|  |                     |                     |            |            |            |                     |                     |     |        |        |        |        |        |  |
|  |                     |                     |            |            |            |                     |                     |     |        |        |        |        |        |  |
|  |                     |                     |            |            |            |                     |                     |     |        |        |        |        |        |  |
|  | CD Municipal Limeño | CD Municipal Limeño | (1)        | 3          | 4          |                     |                     |     |        |        |        |        |        |  |
|  | CD Municipal Limeño | CD Municipal Limeño | (1)        | 3          | 4          |                     |                     |     |        |        |        |        |        |  |
|  | CD Atlético Balboa  | CD Atlético Balboa  | (4)        | 0          | 1          |                     |                     |     |        |        |        |        |        |  |
|  | CD Atlético Balboa  | CD Atlético Balboa  | (4)        | 0          | 1          | CD Municipal Limeño | CD Municipal Limeño | (1) | 2      |        |        |        |        |  |
|  |                     |                     |            |            |            |                     | CD Municipal Limeño | (1) | 2      |        |        |        |        |  |
|  |                     | CD Águila           | CD Águila  | (3)        | 3          |                     |                     |     |        |        |        |        |        |  |
|  | CD Luis Ángel Firpo | CD Luis Ángel Firpo | CD Águila  | (3)        | 3          | (2)                 | 0                   | 2   |        |        |        |        |        |  |
|  | CD Luis Ángel Firpo | CD Luis Ángel Firpo |            |            |            | (2)                 | 0                   | 2   |        |        |        |        |        |  |
|  | CD Águila           | CD Águila           | (3)        | 3          | 2          |                     |                     |     |        |        |        |        |        |  |
|  | CD Águila           | CD Águila           | (3)        | 3          | 2          |                     |                     |     |        |        |        |        |        |  |

#### Demi-finales
| Club                | Aller | Retour | Club               | Commentaire |
| CD Municipal Limeño | 3-0   | 4-1    | CD Atlético Balboa |             |
| CD Luis Ángel Firpo | 0-3   | 2-2    | CD Águila          |             |

#### Finale
| 30 décembre 2000 | CD Municipal Limeño                   | 2:3   | CD Águila                                                | Stade inconnu |  |
|                  | César Cahrún 63e · Josué Galdámez 66e | (0:1) | Adrián Mahía 22e · Deonel Bordón 50e · Deonel Bordón 84e |               |  |

## Bilan du tournoi
| Tableau d'Honneur     |           |
| Compétition           | Vainqueur |
| Tournoi Apertura 2000 | CD Águila |

| Promotions et relégations           |                  |
| Relégué en Liga Nacional de Ascenso | Coca Cola        |
| Promu de Liga Nacional de Ascenso   | CD San Luis (en) |